# Marco Gavio Esquila Galicano (cónsul 150)

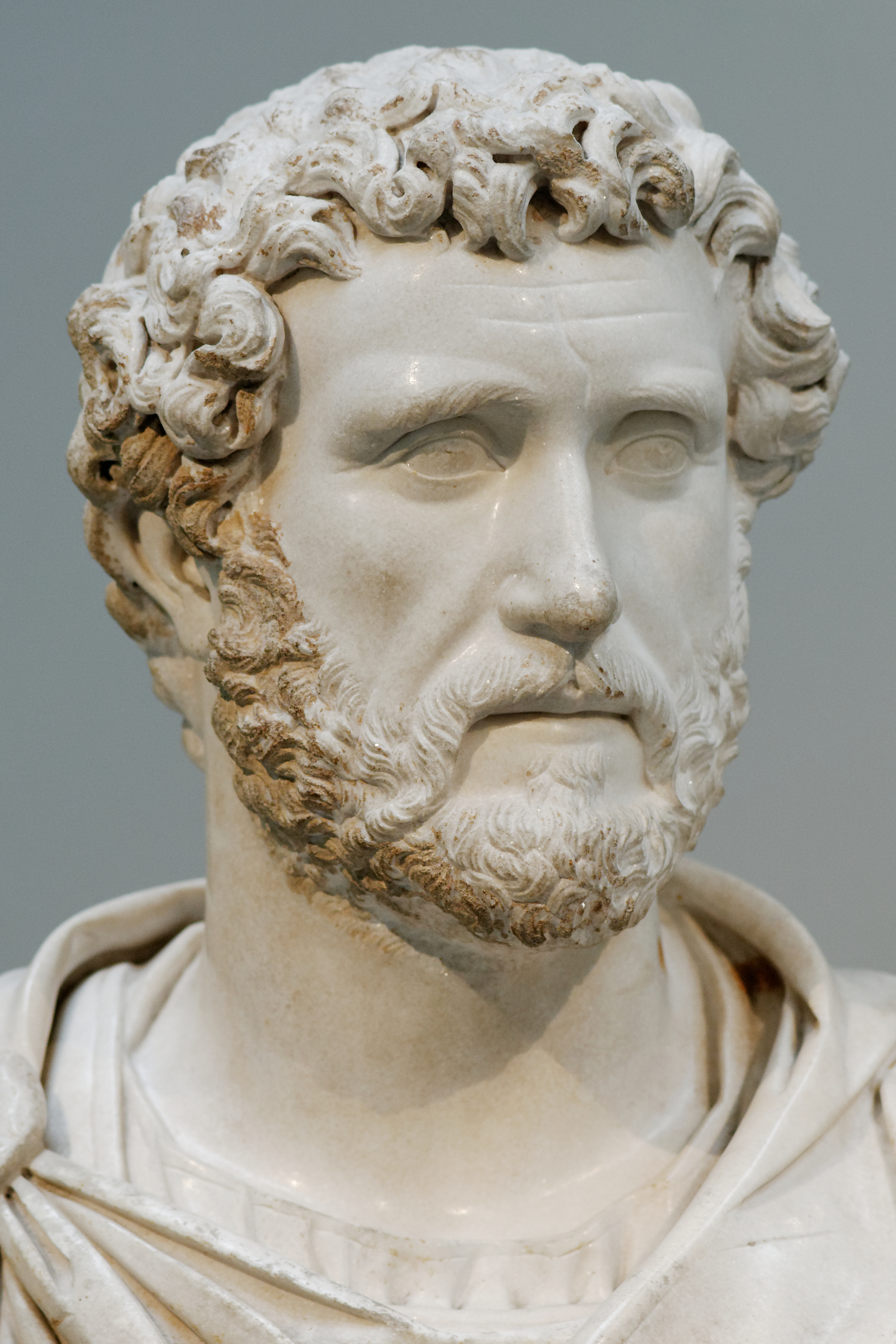
Busto de Antonino Pío, emperador que honró a Marco Gavio Esquila Galicano con el consulado ordinario de 150.

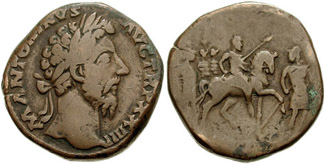
Sestercio de Marco Aurelio, emperador al que Marco Gavio Esquila Galicano aconsejó dentro de su consilium principis.

Marco Gavio Esquila Galicano (en latín, Marcus Gavius Squilla Gallicanus) fue un senador del Alto Imperio de rango patricio, natural de Verona en el nordeste de Italia, cuya carrera se desarrolló durante el siglo II. Era hijo del senador del mismo nombre, Marco Gavio Esquila Galicano, quien había alcanzado el cargo de consul ordinarius en 127.

## Carrera Política
Su cursus honorum se desarrolló bajo los imperios de Adriano, Antonino Pío y Marco Aurelio, alcanzando el cargo de consul ordinarius en 150. Hacia 165 fue procónsul de la provincia Asia. En 177, durante la fase final de las guerras marcomanas, formaba parte del consilium principis de Marco Aurelio.

## Familia
De su matrimonio con Pompeya Agripinila, hermana de Marco Pompeyo Macrino, consul ordinarius en 164, nacieron dos vástagos:
- Marco Gavio Cornelio Cetego, legado de su padre en la provincia Asia y consul ordinarius en 170, todavía en vida de su progenitor.
- Gavia Cornelia Cetegila.